# Dgał Wielki
Dgał Wielki – jezioro położone na Pojezierzu Mazurskim w mezoregionie o nazwie Kraina Wielkich Jezior Mazurskich w województwie warmińsko-mazurskim, w powiecie węgorzewskim, w gminie Pozezdrze.
Powierzchnia zwierciadła wody według różnych źródeł wynosi od 85,0 ha do 94,5 ha.
Zwierciadło wody położone jest na wysokości 119,6 m n.p.m. lub 120,1 m n.p.m. Średnia głębokość jeziora wynosi 5,3 m, natomiast głębokość maksymalna 17,6 m.
Jezioro ma regularny, owalny kształt, we wschodniej części wyróżniają się dwie niewielkie zatoki, trzecia zatoka jest w północnej części jeziora. Wzdłuż wschodniego brzegu biegnie droga powiatowa Giżycko-Świdry-Pieczarki-Pozezdrze-Kuty. Na południowo-wschodnim brzegu jeziora leży wieś Pieczarki. Nad północnym brzegiem ulokował się Doświadczalny Ośrodek Zarybieniowy Dgał.
Jezioro otoczone jest niewielkimi wzgórzami i tylko z północno-zachodniej strony przylega do płaskiej doliny, ciągnącej się do jeziora Dargin. Bezpośrednią zlewnię jeziora stanowią w 35% mało żyzne grunty orne i łąki, w 30% pastwiska i nieużytki, w 25% lasy iglaste (sosnowe z domieszką świerku) i w blisko 10% zabudowania wsi Pieczarki.
Wody jeziora należą do zlewni rzeki Pregoły, z którą łączą się poprzez ciek bez nazwy, stawy Harsz, kompleks jeziora Mamry (Dargin, Kirsajty, Mamry Północne) oraz rzekę Węgorapę. Jezioro jest przepływowe, posiada jeden stały dopływ z jeziora Warniak leżącego na północ w odległości 0,5 km. Średnia wielkość dopływu wynosi 0,7 m³/min. Z istniejących dwóch odpływów, jeden o długości 300 m wypływa z północno-zachodniej zatoki jeziora i wpada do jeziora Dgał Mały. Średnia wielkość przepływu na tym cieku wynosi około 1,1 m³/min. Drugi okresowy odpływ wypływa z południowo-wschodniej zatoki i po 1,5 km swego biegu wpada do jeziora Skarż Wielki i dalej do jeziora Dargin. Średnia wielkość przepływu na tym cieku wynosi 0,1 m³/min.
W latach 90. XX w. archeolodzy odkryli ślady staropruskiej osady na dawnej sztucznej wyspie usypanej na śródjeziornej płyciźnie jeziora. Osada była prawdopodobnie połączona z lądem drewnianym pomostem.
Według urzędowego spisu opracowanego przez Komisję Nazw Miejscowości i Obiektów Fizjograficznych (KNMiOF) nazwa tego jeziora to Dgał Wielki. W różnych publikacjach jezioro to występuje pod nazwami Dgał lub Jezioro Pieczarkowskie.
Historyczne nazwy jeziora: Dgall See (1907), Grosser Dgall See (1928), Pietzarker See, Grosser Gall See (1938, 1940).